# Sliema Aquatic Sports Club
Sliema Aquatic Sports Club è una società  di pallanuoto maltese con sede a Sliema. Milita nella massima serie del campionato maltese maschile di pallanuoto ed è la squadra più titolata a livello nazionale, con 32 campionati estivi (Championships) e 6 invernali (Winter League) vinti nel corso della sua storia.

## Palmarès
- Campionato maltese: 32

1925, 1929, 1932, 1935, 1939, 1946, 1947, 1948, 1953, 1954, 1957, 1962, 1968, 1974, 1975, 1976, 1978, 1979, 1981, 1982, 1983, 1991, 1996, 1998, 1999, 2001, 2002, 2003, 2004, 2008, 2009, 2024